# Gabriel Barès
Gabriel Julien Dominique Barès (* 29. August 2000 in Lausanne) ist ein schweizerisch-französischer Fussballspieler, der aktuell bei Burgos CF in der Segunda División unter Vertrag steht.

## Karriere

### Verein
Barès begann seine fussballerische Ausbildung bei Pully Football, ehe er 2010 in die Jugendakademie des FC Lausanne-Sport wechselte. In der Saison 2016/17 spielte er dort bereits mit der U17- und U18-Mannschaft des Team Vaud, der Jugendabteilung des Vereins aus Lausanne. Auch 2017/18 war er noch fester Stammspieler bei der U17/U18, kam aber auch schon beim Team Vaud U21 zum Einsatz. Dort wurde er in der Saison 2018/19 zur Stammkraft im Mittelfeld. Am 20. April 2019 (30. Spieltag) wurde er bei einem 5:0-Sieg über den FC Chiasso spät eingewechselt und bereitete bei seinem Profidebüt direkt ein Tor vor. In der Saison 2019/20 kam er in der Challenge League zu weiteren acht Einsätzen, wobei er nebenbei noch immer beim Team Vaud aktiv war. Zu seinem Super-League-Debüt kam er direkt am ersten Spieltag der Spielzeit 2020/21, nach dem Aufstieg seiner Mannschaft als Zweitligameister, bei einem 2:1-Sieg über den Servette FC. In jener Saison wurde er zum Stammspieler bei Lausanne und kam in 34 von 36 möglichen Ligapartien zum Einsatz. Bis zur Winterpause 2022 spielte er im Dress der Lausanner weitere 14 Spiele in der höchsten Schweizer Spielklasse.
Ende Januar wechselte Barès in die französische Ligue 1 zum HSC Montpellier. Nach einem halben Jahr wurde der Spieler für eine Saison an den FC Thun ausgeliehen. In der Folgesaison erfolgte eine weitere Leihe zur US Concarneau. Danach kehrte er zunächst zu Montpellier zurück und kam dort zu sechs Kurzeinsätzen, bevor im Februar 2025 ein dauerhafter Wechsel zum spanischen Zweitligisten Burgos CF erfolgte.

### Nationalmannschaft
Barès kam bereits für die U20-Junioren der Schweiz zum Einsatz und ist aktuell für das U21-Team aktiv.

## Erfolge
FC Lausanne-Sport
- Schweizer Zweitligameister und Aufstieg in die Super League: 2020